# 대니엘 패너베이커
대니엘 패너베이커(영어: Danielle Panabaker, 1987년 9월 19일 ~ )는 미국의 배우이다. 10대 시절부터 연기를 시작하였으며, 본격적으로 이름을 알린 것은 영화 《브리트니의 일상탈출》과 《스카이 하이》, HBO의 미니시리즈 《엠파이어 폴스》(Empire Falls) 등에 출연하면서부터이다.
대니엘 패너베이커는 공포영화의 단골 배우로도 유명하다. 2007년 《미스터 브룩스》를 시작으로 《13일의 금요일》, 《크레이지》, 《더 워드》, 《피라냐 3DD》 외 다수의 영화에서 '비명의 여왕(scream queen)'으로서 존재감을 뽐냈다.
2014년에는 The CW 방송의 슈퍼히어로 드라마 《애로우》에 케이틀린 스노 역으로 출연하였고, 같은 세계관을 다룬 《플래시》에서 주연으로 발탁되었다.

## 생애
대니엘 패너베이커는 조지아주 오거스타에서, 도나 메이옥(Mayock)과 해럴드 패너베이커 사이에서 태어났다. 이후 텍사스주 오렌지로 이사하여, 여름 캠프의 연극 수업에서 연기의 재능을 발견했다.
14세에 고등학교를 졸업한 패너베이커는 로스앤젤레스에서 배우가 되기로 결심하고 글렌데일 전문대학(Glendale Community College)에서 연기를 공부한다. 이후 2006년 캘리포니아 대학교 로스앤젤레스에서 문학사를 수학하였다.

## 출연작 목록

### 영화
| 연도 | 제목                | 원제                        | 배역            | 비고    |
| ---- | ------------------- | --------------------------- | --------------- | ------- |
| 2003 | 싱글 맘 섹스라이프  | Sex and the Single Mom      | 세라 그래드웰   | TV 영화 |
| 2004 | 브리트니의 일상탈출 | Stuck in the Suburbs        | 브리트니 에런스 | TV 영화 |
| 2004 | 데이비드를 찾아서   | Searching for David's Heart | 다시 디턴       | TV 영화 |
| 2005 | 16살 엄마           | Mom at Sixteen              | 제이시 제프리스 | TV 영화 |
| 2005 | 스카이 하이         | Sky High                    | 레일라 윌리엄스 |         |
| 2005 | 나, 너 그리고 우리  | Yours, Mine & Ours          | 피비 노스       |         |
| 2006 | 내 일기 속의 진실   | Read It and Weep            | 이저벨라        | TV 영화 |
| 2007 | 미스터 브룩스       | Mr. Brooks                  | 제인 브룩스     |         |
| 2007 | 홈 오브 자이언츠    | Home of the Giants          | 브리짓 바크먼   |         |
| 2009 | 13일의 금요일       | Friday the 13th             | 제나 몽고메리   |         |
| 2010 | 크레이지            | The Crazies                 | 베카 달링       |         |
| 2010 | 더 워드             | The Ward                    | 세라            |         |
| 2010 | 위크니스            | Weakness                    | 대니엘          |         |
| 2012 | 관능소녀 복수단     | Girls Against Boys          | 셰이            |         |
| 2012 | 피라냐 3DD          | Piranha 3DD                 | 매디            |         |
| 2014 | 타임 랩스           | Time Lapse                  | 캘리            |         |
| 2015 | 디스 이즌트 퍼니    | This Isn't Funny            | 스테이시        |         |
| 2018 | 크리스마스 조이     | Christmas Joy               | 조이 홀브룩     | TV 영화 |

### 텔레비전 드라마
| 연도       | 제목                 | 원제                              | 배역                          | 비고                                     |
| ---------- | -------------------- | --------------------------------- | ----------------------------- | ---------------------------------------- |
| 2002       | 패밀리 어페어        | Family Affair                     | 파커 리앤 올데이스            | "Ballroom Blitz" 에피소드                |
| 2003       | 말콤네 좀 말려줘     | Malcolm in the Middle             | 캐시 매컬스키                 | "Reese's Party" 에피소드                 |
| 2003       | CSI 과학수사대       | CSI: Crime Scene Investigation    | 여자                          | "Play with Fire" 에피소드                |
| 2003       | 가디언               | The Guardian                      | 서맨사 그레이                 | "The Father-Daughter Dance" 에피소드     |
| 2004       | 더 디비전            | The Division                      | 멀리사 링스턴                 | "As I Was Going to St. Ives..." 에피소드 |
| 2005       | 성범죄수사대 SVU     | Law & Order: Special Victims Unit | 캐리 린 엘드리지              | "Intoxicated" 에피소드                   |
| 2005       | 엠파이어 폴스        | Empire Falls                      | 크리스티나 로비               | 미니시리즈                               |
| 2005       | 썸머랜드             | Summerland                        | 페이스                        | 2회분 출연                               |
| 2006-08    | 샤크                 | Shark                             | 줄리 스타크                   | 주연                                     |
| 2008       | 일라이 스톤          | Eli Stone                         | 제니 클라크                   | "Owner of a Lonely Heart" 에피소드       |
| 2009       | 그레이 아나토미      | Grey's Anatomy                    | 켈시 시먼스                   | "Holidaze" 에피소드                      |
| 2010       | 고스트 & 크라임      | Medium                            | 서머 라우리                   | "Psych" 에피소드                         |
| 2010       | 특수범죄 전담반      | Law & Order: LA                   | 첼시 세닛                     | "Hollywood" 에피소드                     |
| 2010       | 체이스               | Chase                             | 카리나 매슈스                 | "Crazy Love" 에피소드                    |
| 2011       | 멤피스 비트          | Memphis Beat                      | 캐서린 수녀                   | "Flesh and Blood" 에피소드               |
| 2011-13    | 네세서리 러프니스    | Necessary Roughness               | 줄리엣 피트먼                 | 조연                                     |
| 2012       | 그림 형제            | Grimm                             | 에리얼 에버하트               | "Plumed Serpent" 에피소드                |
| 2012, 2014 | 프랭클린 & 배쉬      | Franklin & Bash                   | 보니 애플                     | 2회분 출연                               |
| 2012-13    | 본즈                 | Bones                             | 올리비아 스팔링               | 2회분 출연                               |
| 2013       | 매드맨               | Mad Men                           | 데이지 매클러스키             | "For Immediate Release" 에피소드         |
| 2013       | 글래이즈             | The Glades                        | 홀리 하퍼                     | "Happy Trails" 에피소드                  |
| 2014       | 저스티파이드         | Justified                         | 페니 콜                       | 시즌5 조연                               |
| 2014-18    | 애로우: 어둠의 기사  | Arrow                             | 케이틀린 스노 / 킬러 프로스트 | 5회분 출연                               |
| 2014-현재  | 플래시               | The Flash                         | 케이틀린 스노 / 킬러 프로스트 | 주연                                     |
| 2016-17    | 레전드 오브 투모로우 | Legends of Tomorrow               | 케이틀린 스노 / 킬러 프로스트 | 3회분 출연                               |
| 2017-18    | 슈퍼걸               | Supergirl                         | 케이틀린 스노 / 킬러 프로스트 | 2회분 출연                               |